# Lepthyphantes rimicola
Lepthyphantes rimicola là một loài nhện trong họ Linyphiidae.
Loài này thuộc chi Lepthyphantes. Lepthyphantes rimicola được George Newbold Lawrence miêu tả năm 1964.